# Cyclyrius webbianus
Cyclyrius webbianus, in het Nederlands soms Canarisch blauwtje genoemd, is een vlinder uit de familie van de kleine pages, vuurvlinders en blauwtjes (Lycaenidae). De soort komt endemisch voor op de Canarische Eilanden. De vlinder heeft een voorvleugellengte van 14 tot 15 millimeter. De soort vliegt van maart tot augustus. De vlinder vliegt op hoogtes tot 3000 meter. De habitat bestaat uit rotsachtig zonnig terrein.
De waardplanten van Cyclirius webbianus zijn diverse vlinderbloemigen uit de geslachten rolklaver, Cytisus, Spartocytisus en stalkruid.

## Synoniemen
- Lycaena fortunata Staudinger, 1870[2]